# HD 156091
Désignations
HD 156091 est une étoile double de la constellation de l'Autel. Le composant primaire est une étoile géante avec une magnitude 6 avec des raies de carbone, d'azote et de baryum plus fortes que la normale dans son spectre. L'autre composant est une étoile de 13e magnitude à une séparation angulaire de 27,4" le long d'un angle de position de 275°, à partir de 2000.